# Smart Studios
Gli Smart Studios sono uno studio di registrazione situato a Madison nel Wisconsin. Sono stati costruiti nel 1983 da Butch Vig e Steve Marker, per produrre band locali.
Gli studio divennero famosi perché producevano gli artisti scritturati dalla Sub Pop Records, come i Killdozer e i Tad, ma soprattutto i Nirvana che vi registrarono parti di Nevermind. Anche Gish, album di debutto degli Smashing Pumpkins fu registrato presso gli studios.
Dopo aver ospitato la creazione di molti remix, gli studios sono diventati la "base" dei Garbage, gruppo fondato da Vig e Marker nel 1995, che hanno prodotto agli smart tutti i loro 4 album.
Nel 2003 il rimorchio di un camion (proveniente dalla vicina autostrada) ha trapassato da lato a lato l'edificio degli studios, subito ricostruito nella forma originaria.
Ancora oggi, agli studios vengono prodotti gli album di molti artisti, oltre a tutti gli album dei Garbage.